# NGC 7337
NGC 7337 est une galaxie spirale barrée située dans la constellation de Pégase. Sa vitesse par rapport au fond diffus cosmologique est de 6 255 ± 27 km/s, ce qui correspond à une distance de Hubble de 92,3 ± 6,5 Mpc (∼301 millions d'al). NGC 7337 a été découverte par le physicien irlandais George Stoney en 1849.
La classe de luminosité de NGC 7337 est II et elle présente une large raie HI.
En raison d'une brillance de surface égale à 14,16 mag/am2, on peut qualifier NGC 7337 de galaxie à faible brillance de surface (LSB en anglais pour low surface brightness). Les galaxies LSB sont des galaxies diffuses (D) avec une brillance de surface inférieure de moins d'une magnitude à celle du ciel nocturne ambiant.
Dans le ciel terrestre, NGC 7337 apparaît proche de la galaxie spirale NGC 7331, au même titre que d'autres objets célestes figurants dans le catalogue NGC. La distance de Hubble de NGC 7331 est égale à 7,23 ± 0,61 Mpc (∼23,6 millions d'al), ce qui signifie qu'elle est bien plus rapprochée de nous que ne le sont NGC 7337 et ses voisines dix fois plus éloignées. Ce regroupement visuel de galaxies  est connu chez les anglophones sous le nom de Deer Lick Group,.

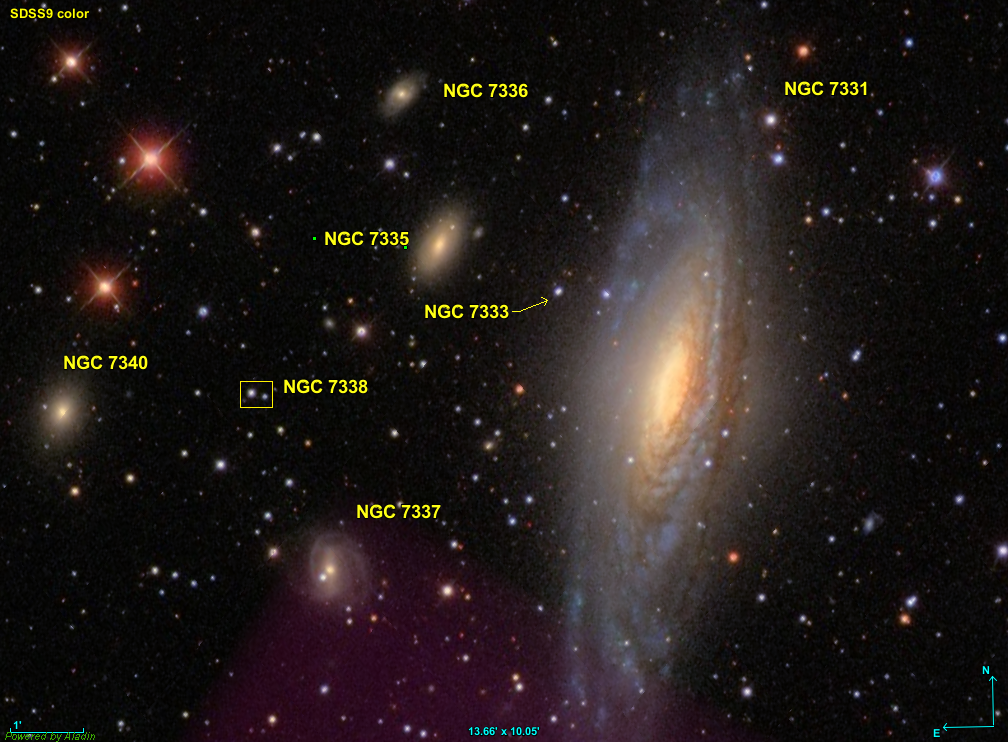
Image légendée du Deer Lick Group (image SDSS).

## Supernova
La supernova 1973O a été découverte dans NGC 7337 le 4 septembre 1973 par John Kormendy (en). Le type de cette supernova n'a pas été déterminé et sa magnitude au moment de sa découverte était de 19.